# Woodbury Center (Connecticut)
Woodbury Center es un lugar designado por el censo ubicado en el condado de Litchfield en el estado estadounidense de Connecticut. En el año 2010 tenía una población de 1.294 habitantes.

## Geografía
Woodbury Center se encuentra ubicado en las coordenadas 41°32′40.31″N 73°12′17.13″O / 41.5445306, -73.2047583.